# Partito Alleanza Democratica
Il Partito Alleanza Democratica (Partia Aleanca Demokratike, AD) è un partito politico albanese di orientamento liberale e centrista fondato nel 1992.

## Storia
Il partito si affermò su iniziativa di Neritan Ceka, fuoriuscito dal Partito Democratico d'Albania (PDSH) in polemica con la gestione verticista del partito e del governo da parte di Sali Berisha, eletto Presidente della Repubblica nel 1992.
Alle elezioni politiche del 1997, l'AD ottenne il 2,8% dei voti, superando così di poco lo sbarramento del 2,5% al proporzionale, ed elesse 2 deputati. Entrò, così, a far parte del governo di Fatos Nano, del PSSH, anche se i socialisti potevano contare già su 101 seggi su 140.
Alle elezioni parlamentari del 2001, il partito perse voti, conquistando il 2,5% dei consensi, ma passando da 2 a 3 deputati, confermando, così, la sua presenza nel governo, insieme al PSSH e al PAA. Alle politiche del 2005, l'AD incrementò i voti, salendo al 4,8%, ma confermò i 3 seggi del Parlamento uscente. Il sistema elettorale albanese era stato, infatti, nel frattempo modificato. I 100 seggi fino a quel momento eletti con il maggioritario a doppio turno, vennero eletti con il maggioritario a turno unico, i 40 eletti con il proporzionale vennero eletti con scrutinio di lista e non conteggiando i voti che i partiti avevano conseguito nel maggioritario al primo turno. In questo modo i due partiti maggiori (PDS e PSSH) elessero tutti i propri seggi nel maggioritario, mentre i partiti minori ottennero molti dei consensi che al maggioritario erano andati a socialisti e democratico-conservatori. 
Alle politiche del 2009 si ritornò ad un sistema elettorale più maggioritario, l'AD ottenne appena lo 0,3% e non elesse alcun deputato. Alle elezioni politiche del 2013 AD si è presentata all'interno della coalizione di centro destra, "Alleanza per l'Impiego, il Benessere e l'Integrazione", guidata dal PD, senza però eleggere deputati.